# Stanisław Cabaj
Stanisław Cabaj (ur. 28 sierpnia 1946 w Kielcach) – polski lekkoatleta, skoczek w dal. 
Wystąpił w skoku w dal na mistrzostwach Europy w 1969 w Atenach, ale z wynikiem 7,27 m odpadł w eliminacjach. Podczas finału Pucharu Europy w 1970 w Sztokholmie zajął 5. miejsce. Był trzykrotnym medalistą mistrzostw Polski w tej konkurencji: złotym w 1970, srebrnym w 1969 i brązowym w 1968. 
W latach 1969–1971 wystąpił w siedmiu meczach reprezentacji Polski, bez zwycięstw indywidualnych.
Rekord życiowy Cabaja w skoku w dal wynosił 7,87 m (19 czerwca 1970, Warszawa).
Był zawodnikiem MKS-AZS Warszawa.